# Primal (videogioco)
Primal è un videogioco di avventura dinamica per PlayStation 2 pubblicato dalla Sony e sviluppato dalla SCE Cambridge Studio nel 2003. Il titolo Primal significa "originario"; infatti nel gioco sono protagoniste le forze primarie dell'Ordine e del Caos, ma la traduzione può anche essere "primitivo", riferito ai quattro mondi primitivi nel videogioco.
Primal è stato distribuito come versione europea, nord americana e giapponese, quest'ultima con il titolo Saints: Seinaru Mamono.

## Trama
La giovane Jennifer Tate si trova al concerto rock del suo ragazzo, Lewis, e nello stesso locale entra un demone travestito da umano. Alla fine del concerto, il mostro riprende le sue sembianze ed attacca i due ragazzi: Jen inciampa e cade a terra facendosi schiacciare dal mostro; Lewis viene preso e portato via.
I loro due corpi vengono portati all'ospedale; sono in pessime condizioni. Quando i medici escono dalla stanza dov'è ricoverata Jen, fa la sua comparsa un piccolo personaggio, Scree, che fa uscire lo spirito dal corpo della ragazza. Jen si spaventa nel vedere il suo corpo dall'esterno su un letto di ospedale ma Scree la tranquillizza e la invita a seguirlo. Passano un varco magico che li porta nel Nexus, a Oblivion, una dimensione parallela alla nostra dove gli abitanti sono demoni alleati con il Caos e con l'Ordine dando energia a Chronos che, nel Nexus, porta la giusta quantità di bene e male al nostro mondo, Mortalis, mantenendo così l'equilibrio. Scree le dice che questo equilibrio è stato sconvolto e solo con il suo aiuto si possono rimettere a posto le cose.
Le dona dei vambracciali, strumenti che le serviranno per risvegliare il suo potere latente; dopo qualche frettolosa spiegazione entrano nel primo dei quattro reami demoniaci per scoprire cosa è stato modificato. Entrando in tutti e quattro i reami e fermando al loro interno l'avanzata del Caos, il mondo riuscirà a salvarsi.

## Modalità di gioco
In Primal il giocatore ha la possibilità di controllare due personaggi, Jen e Scree, che possono essere scambiati quando si vuole durante il gioco. Jen riesce a trasformarsi in quattro forme demoniache per sfruttare le loro abilità e combattere contro i nemici; Scree immagazzina l'energia che può servire a Jen per mantenere la forma demoniaca, si arrampica sui muri, si trasforma in roccia, può spostare oggetti pesanti, possedere statue e ha moltissime altre abilità. Anche se il più utile sembra Scree, il giocatore si ritrova comunque obbligato a usarli entrambi anche perché ci sono aree che possono essere superate solo con l'unione delle loro abilità.
Avere un game over in Primal è molto difficile perché i personaggi, di per sé, non possono morire: Scree è un gargoyle di pietra e questo lo rende assolutamente invulnerabile mentre di Jen si controlla solo lo spirito. Però, nel caso Jen esaurisse tutte le sue energie, il suo spirito tornerebbe nel suo corpo; Scree ha a disposizione un po'  di tempo per recuperarlo entrando in uno qualsiasi dei varchi demoniaci. Se però il tempo scade, Jen rimane nel mondo mortale ed è fine partita.
Un'altra particolarità di Primal è che, anche se è un gioco di avventura con molti puzzle da risolvere, Jen può combattere come in un picchiaduro e ha a disposizione molte mosse e combo. Lo stile di combattimento e le armi variano a seconda della razza demoniaca di Jen. Nel corpo dei nemici appaiono ferite man mano che Jen li colpisce; fiotti di sangue escono fuori durante il combattimento.
Per aiutare il giocatore a capire come superare una difficoltà può addirittura far parlare tra di loro i due personaggi giocabili. Se i protagonisti dialogano nel Nexus, i due cominceranno dei discorsi molto lunghi.

### Oggetti
Gli oggetti che possono servire ai personaggi - oltre a chiavi e amuleti che si possono trovare per passare le porte - sono la Magnetite, la Fontana di energia e la Gemma di energia. Le Magnetiti servono a Scree per possedere le statue; prendendone un certo quantitativo e posizionandosi vicino a una statua, egli riesce a proiettare momentaneamente il suo spirito dentro una di esse per poter sfruttare le sue abilità. Le Fontane di energia aiutano Jen a ricaricarsi di energia demoniaca ma devono essere prima assorbite da Scree che poi passerà alla compagna. Le Gemme di energia servono nel caso in cui Jen finisse la sua energia demoniaca mentre sta combattendo così da poter continuare il combattimento senza interruzioni. Di solito si trovano in punti molto nascosti e sono abbastanza rare. A volte si può trovare energia dentro contenitori oppure all'interno di pietre che solo Scree può rompere con l'uso della sua forza.

### Varchi di passaggio
In Primal i livelli sono molto vasti, sono disponibili vari Portali di collegamento per spostarsi da un luogo all'altro (solo se il varco di destinazione è stato trovato) ma devono essere attivati da entrambi i personaggi nello stesso momento. Servono anche per spostarsi da un reame all'altro oppure per riprendere lo spirito di Jen tornato all'ospedale. Esistono anche le Pietre dell'evocazione, dei varchi che usa solo Jen per portare Scree nel luogo dove lei si trova nel caso rimanesse bloccato.

## Personaggi principali
- Jennifer Tate: la protagonista del gioco, è una ragazza molto impulsiva e poco seria, non ama le chiacchiere e preferisce l'azione, lavora come cameriera in una caffetteria. Durante l'avventura è in coppia con Scree ed è determinata a riavere indietro lo spirito del suo fidanzato Lewis, portato via da Belahzur. Scopre di essere un ibrido, cioè è per metà umana e per metà demone, questa particolarità le permette di trasformarsi in parte in demone.
- Scree: coprotagonista giocabile, ha l'aspetto di un gargoyle di pietra di bassa statura, è riflessivo e prudente, l'opposto del carattere di Jen. Ha la capacità di arrampicarsi sui muri, sollevare pesi e ha elevata resistenza fisica, inoltre è in grado di possedere e controllare altre statue di pietra. Durante l'avventura si scopre di più del suo passato e della sua identità.
- Arella: lei è l'Ordine, una delle due forze primarie che equilibrano l'universo. Si mostra con le sembianze di un volto di donna formato da luce o da farfalle. Un tempo aveva un esercito, sterminato da quello del Caos.
- Chronos: il Guardiano del Nexus e mantenitore dell'equilibrio, prendendo il Caos e l'Ordine che gli arrivano dai 4 reami demoniaci, per poi mandarli in modo equilibrato ad Arella e Abaddon. Si ritrova fuso con il macchinario al centro del Nexus e ha un cuore immortale e quasi impossibile da uccidere poiché solo un ibrido può strapparglielo.
- Abaddon: eterno nemico dell'Ordine; lui è il Caos. Ha l'aspetto di un volto maschile con le corna, formato da fumo o da uno sciame di insetti rossi. Riuscì quasi a sterminare totalmente l'esercito rivale e tenta di aumentare la propria influenza indebolendo i regni dell'Ordine.
- Belahzur: generale dell'esercito del Caos e acerrimo nemico di Abdizur. Non riesce a parlare e ha l'aspetto di un mostro. È stato lui a ferire gravemente Jen e Lewis e a rapire lo spirito del ragazzo.
- Lewis: il ragazzo di Jen, è un ibrido come Jen ma preso di mira da Abaddon, il Caos. È il cantante di una rock band emergente che suona in un locale chiamato "Nexus". Viene preso e portato via dal generale Belahzur diventando un servitore di Abbadon.

## Livelli
I livelli di questo videogioco sono solo quattro ma la loro vastità è enorme. Sono reami demoniaci di cui due alleati con il Caos e due con l'Ordine. Ogni livello ha subìto cambiamenti e sono crollati nel caos; compito del giocatore è quello di riportare ogni reame al proprio "ordine" iniziale. Il tempo dei quattro reami è sempre fermo e popolato da razze di demoni diverse con la loro particolare cultura. Ciò che li accomuna è la lingua, la stessa per tutte le razze. I quattro reami demoniaci e i loro colori sono ispirati ai quattro elementi: terra (Solum), acqua (Aquis), aria (Aetha) e fuoco (Volca).
- Livello intermedio: Nexus

Prima di ogni livello si passa per il Nexus, il punto di convergenza dei quattro reami di Oblivion. In questo livello c'è il Guardiano dell'Equilibrio, Chronos. Tutto ciò che vi si trova sono le porte e i portali per ciascun reame; ogni reame ha il suo colore e il suo simbolo. Il simbolo del Nexus è lo stesso del tatuaggio della protagonista.
- Primo reame: Solum

Reame alleato con l'Ordine. Il suo colore è il verde. Qui è sempre notte e sempre inverno, infatti nevica continuamente. La razza di questo mondo si chiama Ferai e sono demoni cacciatori. È una società tribale con a capo un re che dopo molti anni è costretto ad abdicare anzi, ad uccidersi, per il bene del reame che altrimenti crollerebbe. La situazione che trovano Jen e Scree è questa: il Re Herne deve abdicare ma non si hanno tracce del figlio Jared; questo ritardo fa tremare la terra di Solum. La Regina Devena si comporta in modo strano e la necropoli, luogo sacro, è pieno di guardie. Si scopre che Devena è stata uccisa da molto tempo e Jared è stato catturato dalla falsa Devena, un demone mutaforma al servizio del Caos.
- Secondo reame: Aquis

Forte alleato dell'Ordine. Il suo colore è l'azzurro. Il cielo è sempre sereno, con il sole fermo nel punto dell'alba; il reame però si trova sott'acqua. La gentile razza Undine è riuscita a costruire delle sofisticatissime macchine che depurano le acque dell'intero mondo, altrimenti nocive per loro. Quando Jen e Scree arrivano, il popolo decide di sacrificare la loro regina, nella speranza che gli dei fermino la piaga che ha colpito l'intera razza. Jen e Scree salvano insieme la Regina Aino e scoprono che la piaga che ha colpito gli Undine deriva dallo spegnimento delle macchine per opera di qualcuno, rendendo così l'acqua velenosa. In più si aggira per il reame un falso Re Adaro, un altro alleato del Caos venuto a portare scompiglio dopo che il vero Adaro è stato colpito dalla piaga.
- Terzo reame: Aetha

Alleato del Caos. Il suo colore è il viola. Ad Aetha il cielo è sempre coperto di nubi che bagnano di pioggia il reame. Per via del brutto tempo molti luoghi sono allagati e gli sono alberi secchi, privi di foglie. Il posto ricorda l'Europa del Settecento con una classe povera maltrattata da una molto ricca che vive in enormi castelli. Qui il Caos ha cercato di rendere il reame ancora più invivibile di prima con l'aiuto del Conte Raum e sua moglie, la Contessa Empusa. Raum è uno scienziato e ha scoperto una pozione che rende lui e sua moglie invulnerabili usando il sangue Wraith, la razza di Aetha. Così, al suono della campana nella piazza cittadina, i due nobili vi si recano per prendere una vittima tra i poveri che per questo motivo sono costretti a nascondersi. Solo due personaggi aiutano Jen e Scree: l'Osservatore, uno dei poveri che aiuta gli abitanti del villaggio a nascondersi e la Contessina Elizabeth, figlia di Raum ed Empusa che vuole la morte dei suoi genitori.
- Quarto reame: Volca

Forte alleato del Caos. Il suo colore è il rosso. Il cielo è sempre soleggiato e i Djinn abitano dentro grossi vulcani. Lo stile delle camere e i loro vestiti ricordano molto quelli dell'antico popolo egizio. L'unica cosa che è cambiata a Volca è il fatto che il Re Iblis ha avuto come dono dal Signore del Caos, Abaddon, un cuore immortale come quello di Chronos, perito da poco, facendo crollare del tutto l'universo nel Caos. L'unico Djinn che si rende conto della gravità della morte di Chronos è la Regina Malikel.

## Razze demoniache
Come già detto, le razze di Oblivion sono in tutto quattro: Ferai (Solum), Undine (Aquis), Wraith (Aetha), Djinn (Volca). Jen può trasformarsi in tutte e quattro le razze demoniache essendo un ibrido e può usare le loro abilità:
- Ferai: Il loro aspetto è "caprino" cioè hanno corna e zampe di animale. I Ferai hanno un fisico atletico, saltano molto in alto e corrono velocissimi. Quando Jen si trasforma in Ferai viene circondata da un'aura verde e le sue armi sono due lame dello stesso colore che le compaiono su ogni mano. Nel suo aspetto Ferai la tuta diventa marrone, le spuntano corna da ariete e il volto diventa come il loro. Questo aspetto le viene donato da Re Herne quando si verifica uno strano fenomeno nel momento in cui Jen mette piede in un cerchio magico; spera così che possa aiutarlo a ritrovare suo figlio.
- Undine: Hanno l'aspetto di pesci dalla forma umana e comunicano con il pensiero. Sotto questa forma Jen riesce a nuotare e respirare sott'acqua e, ovviamente, riesce a parlare con il pensiero anche lei; molto utile quando deve parlare con Scree e si trova molto lontana da lui. Durante la trasformazione viene circondata da un'aura di colore azzurro e le sue armi sono tentacoli che ha in entrambe le mani dello stesso colore. La tuta di Jen diventa di un colore simile all'indaco-scuro, la pelle è azzurrognola e con chiazze bluastre; le sue codine si trasformano in pinne e le compaiono dei piccoli muscoli. Per stuzzicare il nemico fa una giravolta. Questo aspetto è un dono della Regina Aino che le viene dato per mano di Scree, di nascosto. Quando è Undine, Jen non può andare sulla terraferma altrimenti morirebbe soffocata.
- Wraith: Sembrano dei cadaveri rinsecchiti con capelli che assomigliano a dei tentacoli rosa, nei maschi hanno anche una membrana che unisce ogni ciocca. La loro abilità è quella di riuscire a fermare il tempo. Questo permette loro di correre in modo supersonico e persino di volare a mezz'aria. Nella trasformazione Jen viene circondata da un'aura di colore viola e ha come armi una frusta nella mano destra e un pugnale in quella sinistra dello stesso colore. La frusta è di sicuro molto utile per colpire più nemici contemporaneamente e da lontano. Quando è in questa forma può fermare anche lei il tempo e durante la lotta, schivare e allontanarsi dall'avversario molto velocemente. Per invogliare i nemici ad attaccarla fa un inchino. La tuta di Jen diventa viola-scuro e il corpo cadaverico proprio come il loro; ha anche la loro particolare capigliatura. Il potere Wraith le viene donato da un fantasma per ringraziarla di avergli offerto una degna sepoltura. È l'unica forma demoniaca che Jen era felice di ottenere.
- Djinn: I Djinn hanno l'aspetto di un uccello umanoide e il loro potere si risveglia quando il vulcano è attivo o vengono aperti i condotti lavici o accesi fuochi, come fanno Jen e Scree per aprire i portoni. I Djinn hanno forza e abilità nel combattimento e possono spostare gli oggetti col pensiero. Nella trasformazione Jen è circondata da un'aura di colore rosso e la sua arma è un enorme spadone dello stesso colore che può tuttavia dividere e trasformarlo in pugnali. Per invogliare il nemico ad attaccare sculetta con le armi in alto. Lo spadone è pesante e rallenta i suoi movimenti; tuttavia è molto forte. I pugnali, al contrario, la rendono più veloce ma tolgono poca energia. La tuta diventa arancio-scuro e ha il loro stesso volto e la pelle giallognola; diventa molto muscolosa. Questo aspetto le viene dato dal Re Iblis all'inizio del livello. Purtroppo questo dono la farà diventare malvagia al punto da attaccare Scree ma si riprende dopo aver combattuto contro di lui.

## Colonna sonora
Oltre alla musica classica, suonata dall'orchestra filarmonica di Praga e composta dal famoso duo Bob and Barn, ha suonato il gruppo rock/metal dei 16Volt in particolare per le musiche dei combattimenti. Le tracce che si trovano nel gioco sono:
- Suffering You (musica combattimento)
- Alkali (musica combattimento)
- Happy Pill (musica combattimento)
- Blessed
- At The End (durante i crediti)
- Moutheater (menu)
- And I Go (musica combattimento)
- Everyday Everything (musica combattimento)
- Keep Sleeping (musica combattimento)
- Plastic Blue
- At The End

Sono stati pubblicati due CD con le musiche di combattimento originali del gioco e con quelle classiche.

## Doppiaggio
La versione europea è interamente doppiata nelle lingue: italiano, francese, inglese, tedesco, spagnolo. Nella versione italiana hanno doppiato Hesther Ruggiero e Gianni Gaude, invece i due attori Hudson Leick e Andreas Katsulas hanno dato la loro voce ai due protagonisti nella versione originale inglese.
Nella scena in cui Jen incontra il Capitano Valeera, la ragazza urla: "Ferma, Xena!" Questo perché la sua doppiatrice è Hudson Leick, che ha interpretato il ruolo dell'antagonista Callisto nel telefilm Xena - Principessa guerriera.

## Extra
In Primal sono presenti diversi materiali aggiuntivi da sbloccare:
- Galleria dei tarocchi: in ogni livello sono nascoste delle carte con disegni di tutti i personaggi, si possono osservare le illustrazioni nella schermata di inizio. Ogni carta ha anche un nome che è il corrispettivo dei tarocchi originali.
- Selezione scena: proseguendo il gioco si sbloccano i filmati d'intermezzo appena visti che compariranno nella galleria della schermata iniziale di modo che, nel caso non si riuscisse a salvare o si volesse rigiocare da un certo punto, basta selezionare la scena corrispondente.
- Video: alla fine di ogni livello si sbloccano dei video esclusivi riguardanti la produzione del gioco e interviste a chi ci ha lavorato.
- Trucchi: Primal ha molti trucchi per facilitare il gioco o per sbloccare materiali aggiuntivi. Per azionare i trucchi si devono premere dei pulsanti nella schermata iniziale e inserire dei codici.

## Versione giapponese
Nella versione giapponese è stato modificato il volto della protagonista sia in forma umana che in forma demoniaca. Il suo aspetto è così molto diverso dalla versione originale e la forma demoniaca è stata parecchio abbellita. Il titolo del gioco non è Primal bensì Saints ed è stato cambiato anche il colore e la forma del logo.